# Étienne Daguinos
Étienne Daguinos (* 15. Februar 2000 in Saint-Germain-en-Laye) ist ein französischer Leichtathlet, der sich auf den Langstreckenlauf spezialisiert hat.

## Sportliche Laufbahn
Erste internationale Erfahrungen sammelte Étienne Daguinos bei den Crosslauf-Weltmeisterschaften 2019 in Aarhus, bei denen er nach 27:01 min auf den 54. Platz im U20-Rennen gelangte. Im Juli wurde er bei den U20-Europameisterschaften in Borås in 15:08,83 min 21. im 5000-Meter-Lauf und im Dezember wurde er bei den Crosslauf-Europameisterschaften in Lissabon nach 20:46 min 86. im U20-Rennen. 2022 siegte er in 14:25,84 min über 5000 Meter bei den U23-Mittelmeer-Meisterschaften und im Dezember belegte er bei den Crosslauf-Europameisterschaften in Turin nach 24:04 min den vierten Platz im U23-Rennen und gewann in der Teamwertung die Silbermedaille hinter dem Vereinigten Königreich. Bei den Straßenlauf-Weltmeisterschaften 2023 in Riga lief er nach 13:25 min auf dem sechsten Platz im 5-km-Straßenlauf ein und im Jahr darauf gelangte er bei den Europameisterschaften in Rom mit 13:30,06 min auf den 15. Platz über 5000 Meter. Bei den Straßenlauf-Europameisterschaften 2025 in Löwen gewann er in 27:46 min die Silbermedaille über 10-km hinter seinem Landsmann Yann Schrub und sicherte sich in der Teamwertung die Goldmedaille.

## Persönliche Bestzeiten
- 1500 Meter: 3:37,44 min, 4. Juli 2024 in Sotteville-lès-Rouen
  - 3000 Meter (Halle): 7:43,42 min, 3. Februar 2024 in Metz
- 5000 Meter: 13:15,26 min, 27. Mai 2023 in Oordegem
- 5-km-Straßenlauf: 13:25 min, 1. Oktober 2023 in Riga
- 10-km-Straßenlauf: 27:04 min, 16. März 2025 in Lille (Europarekord)
- Halbmarathon: 59:46 min, 27. Oktober 2024 in Valencia